# Ixylon
Die Ixylon ist eine Jolle und gilt als gutmütiges und vielseitig einsetzbares Boot. Durch die Doppelschwerter ist sie selbst bei starker Krängung noch gut kontrollierbar.

## Geschichte
Die Segeljolle Ixylon ist eine Einheitsklasse des DSV. Sie wurde von Ulrich Czerwonka konstruiert und 1969 von der Yachtwerft Berlin in der DDR konzipiert. Dort wurde sie dann auch von 1970 bis 1997 gebaut.

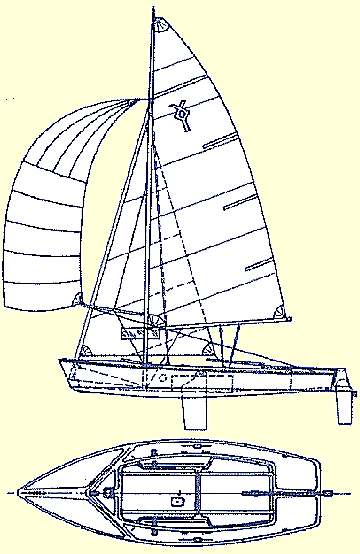
Ixylon-Riss

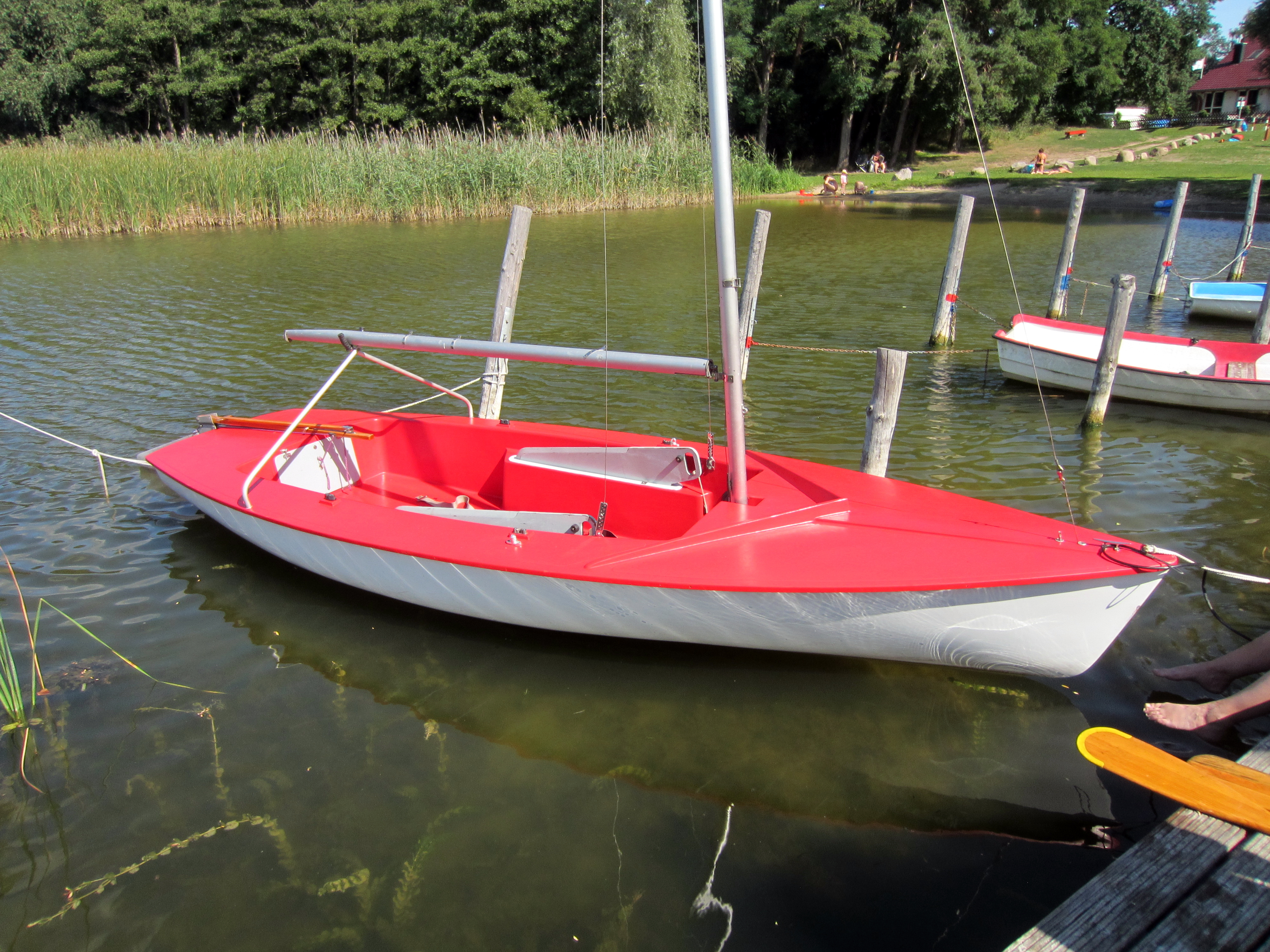
Ixylon

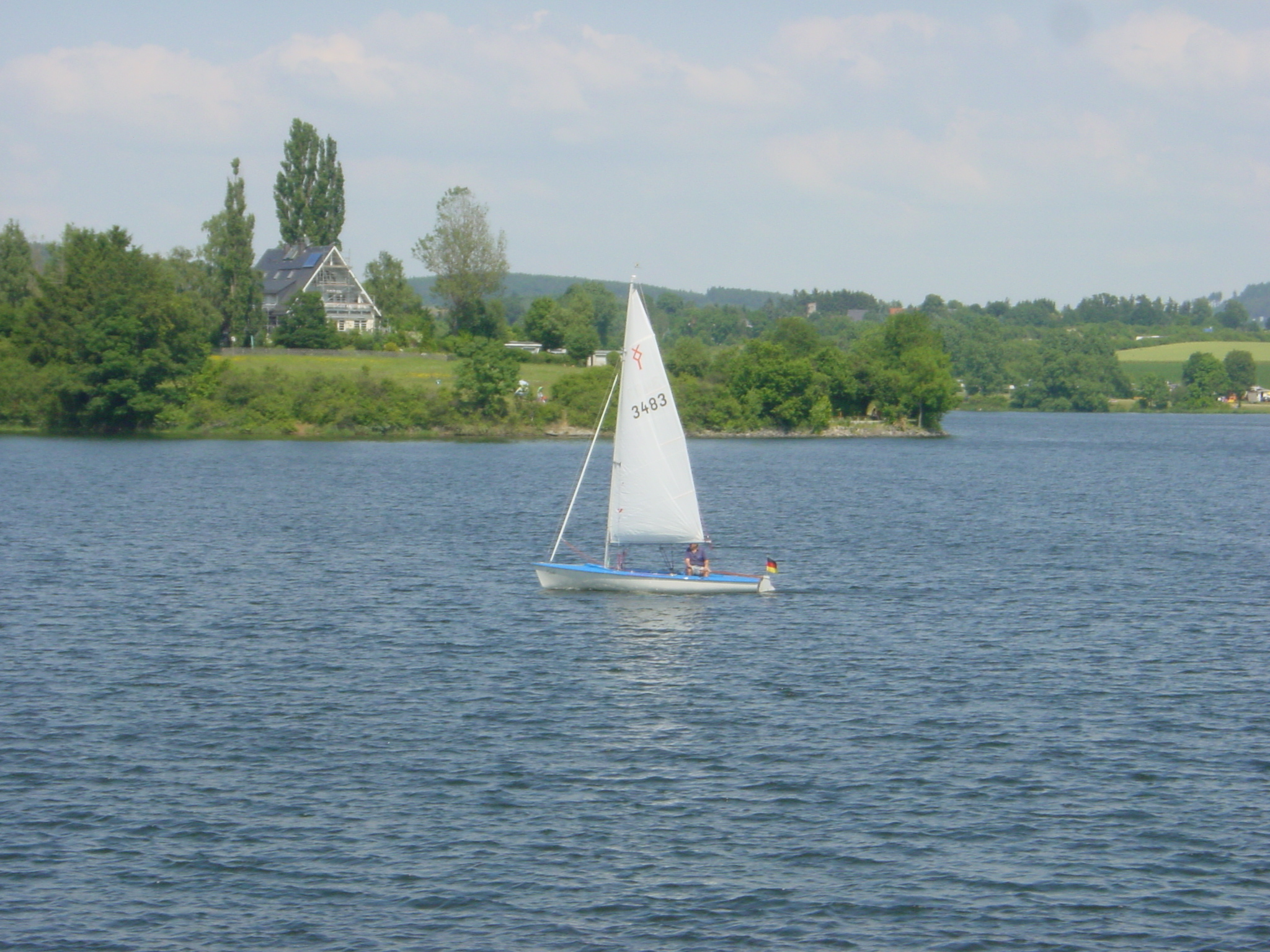
Ixylon im Einsatz

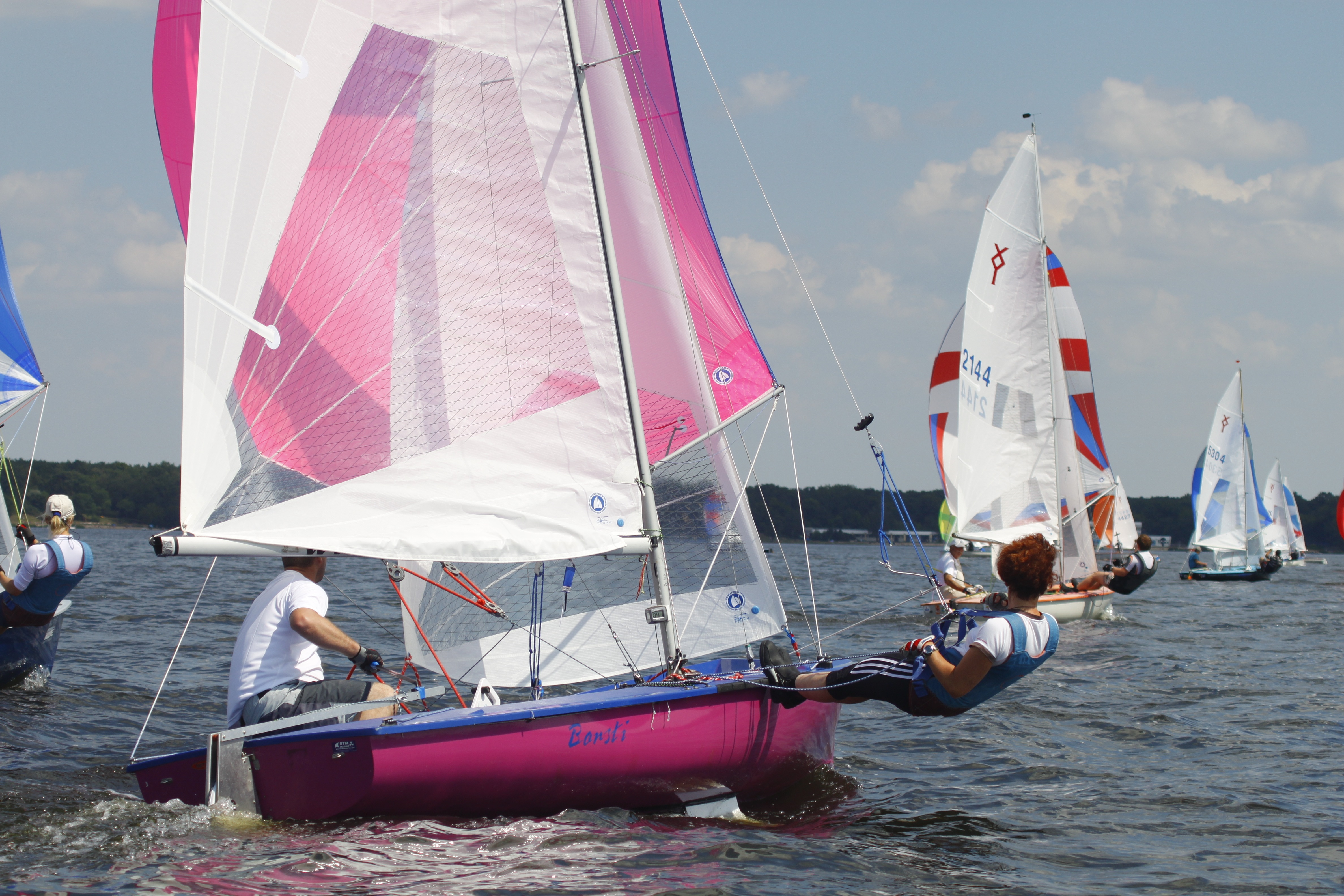
Ixylon bei der Deutschen Meisterschaft 2010

Seitdem wird die Segeljolle von der Firma BTM Marine Wassersport GmbH in Bitterfeld gefertigt. Der Grundgedanke war, ein sportliches und sicheres Segelboot mit viel Platz im Cockpit zu schaffen. Durch die Kimmschwert-Ausführung (zwei Seitenschwerter innerhalb des Bootsrumpfes) erhält man ein großes Cockpit, sodass sich das Boot in Verbindung mit einer Zeltpersenning und Großbaumstütze auch gut für Übernachtungen eignet.
Die Ixylon hat sich aber auch im Bereich des Regattasegelns sehr schnell etabliert und 1974 wurde damit die erste DDR-Meisterschaft ausgesegelt. Daraufhin haben auch viele Sportler aus olympischen Bootsklassen eine neue Heimat gefunden, um weiterhin dem Regattasport nachzugehen.
Die Ixylonklasse ist die einzige DDR-Bootsklasse, die die Wende überlebt hat. Seitdem hat sich die Klasse sehr rege entwickelt und es finden derzeit ca. 25 Ranglistenregatten im Jahr statt. Im Jahr 2003 wurde sogar der erste Europacup der Ixylonklasse in Podersdorf am See (Österreich) ausgesegelt. Zwei Jahre später folgte dann der 2. Europacup am Sneekermeer (Niederlande).

## Konstruktion
Die Ixylon hat als Kimmschwertjolle im Cockpit keinen Mittelschwertkasten, sodass sie wegen des großen Bewegungsraums im Cockpit von Familien mit Kindern, Wasserwanderern und Segelschulen geschätzt wird. Das Boot hat eine hohe Formstabilität und ein großes aufrichtendes Moment, sodass es erst spät kentert.
Die Basisversion mit kleinem Vorsegel (Fock), ohne Spinnaker und Trapez richtet sich eher an Einsteiger. Eine Regattaversion verfügt über Foliensegel, Genua, Traveller, Spinnaker, Trapez und zahlreiche Trimmmöglichkeiten, woraus auch die niedrigere Yardstickzahl resultiert.
Durch das modulare Konzept kann eine Einsteigerversion mit steigendem Können sportlicher ausgerüstet werden.
In der Regattaversion ist die Ixylon eine anspruchsvoll zu segelnde Jolle, während sie in der Basisversion eher gutmütig ist.
- zulässige Motorleistung: 3 kW
- Cockpitgröße: 2,30 m × 1,10 m
- Tiefe der Plicht: 0,45 m
- Baumaterial: GfK

Das Großsegel hat vier Segellatten, wobei die oberste eine lange ist ("durchgelattet").

## Regatta und Wettfahrten
Die Ixylon ist eine agile, relativ schnelle Jolle, die sich von geübten Crews leicht kontrollieren lässt. Bei viel Wind kann es an Bord nass werden. Es werden im Jahr zahlreiche Regatten angeboten, wobei der Schwerpunkt im östlichen Landesteil liegt. 2024 wurde zum ersten Mal eine Deutsche Meisterschaft am Dümmer See in den westlichen Bundesländern durchgeführt. Die Ixylon ist eine nationale Einheitsklasse des deutschen Segler-Verbandes.

## Deutsche Meisterschaften
Jedes Jahr werden deutsche Meisterschaften durchgeführt, die vom deutschen Seglerverband anerkannt sind.
Eine Qualifikation ist hier nicht notwendig.